# Piergiorgio Bressani
Piergiorgio Bressani (Udine, 10 giugno 1929 – Udine, 3 giugno 2022) è stato un politico italiano.

## Biografia
Nato a Udine il 10 giugno 1929, nel 1942 perse il padre, alpino caduto durante la campagna italiana di Grecia. Intraprese la carriera di avvocato, per poi appassionarsi alla politica, iscrivendosi alla Democrazia Cristiana ed entrando nella Camera dei deputati nel 1963, dove mantenne l'incarico sino al 1986; nel frattempo, tra il 1976 e il 1981, fu sottosegretario alla presidenza del consiglio. Fu poi sindaco della città natale, dal 1985 al 1990, e membro del Consiglio superiore della magistratura, dal 1990 al 1994.